# Budynek kina Adria w Bydgoszczy

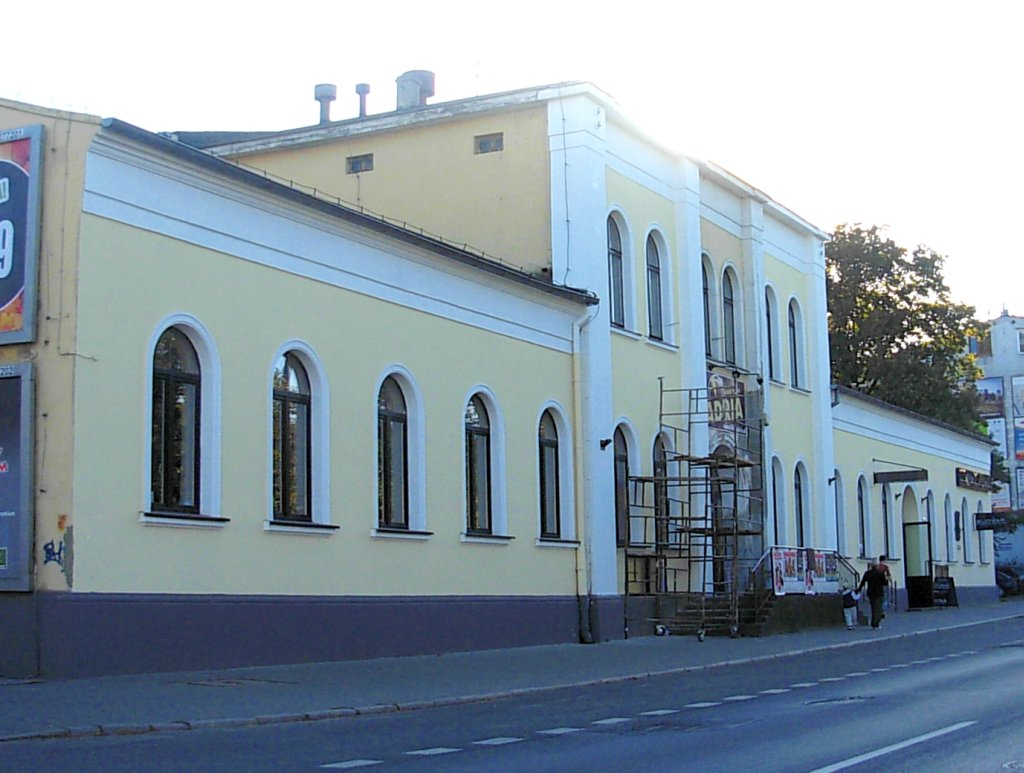
Widok od strony ul. Toruńskiej

Kinoteatr Adria, dawniej zwany Strzelnicą – budynek w Bydgoszczy, przy ul. Toruńskiej 30, pełniący nieprzerwanie od 1867 roku funkcje kulturalne. Do 1938 roku należał do Bydgoskiego Bractwa Kurkowego. Stanowił jedno z najokazalszych założeń typu Établissement w Bydgoszczy. Po II wojnie światowej mieścił kinoteatr „Adria”.

## Położenie
Budynek stoi w południowej pierzei ul. Toruńskiej, na wschodnim obrzeżu Starego Miasta w Bydgoszczy.

## Historia
Powstanie obiektu łączy się ze specyfiką działalności kulturalnej XIX wieku, kiedy to modne były prywatne sceny usytuowane w zespołach ogrodowych. Przedstawienia i koncerty odbywały się zarówno w salach bankietowych z wydzieloną estradą, jak i w teatrach letnich. Mimo obecności w Bydgoszczy tego typu obiektów już od lat 20. XIX w. brakowało dużej, reprezentacyjnej sali służącej uroczystościom, jak i życiu kulturalnemu.
Kompleks rozrywkowy Bractwa Strzeleckiego reprezentował jedno z pierwszych założeń typu Établissement w Bydgoszczy, o rozbudowanym programie funkcjonalnym.
Inicjatorem budowy było Bractwo Strzeleckie w Bydgoszczy – organizacja o XV-wiecznych tradycjach, która od XVII wieku posiadała własną strzelnicę z wyszynkiem piwa, usytuowaną na Przedmieściu Toruńskim. Pod koniec XVIII w. Bractwo wzniosło budynek na ul. Toruńskiej 30, a w 1846 r. zakupiło kolejne działki przy tej ulicy, gdzie zbudowało nową strzelnicę. W 1866 r. Bractwo Strzeleckie postanowiło wznieść na nowo zakupionym terenie przy ul. Toruńskiej 30 (gdzie mieściła się jedna z wcześniejszych strzelnic) dom towarzyski, mieszczący strzelnicę oraz salę z rozbudowanym zapleczem. Do budynku przylegał obszerny ogród, na którym zaplanowano teatr letni oraz obiekty małej architektury. Obiekt miał spełniać funkcje ogólnomiejskie: służyć obradom różnych stowarzyszeń, zgromadzeniom, wyborom do parlamentu krajowego, a także przedstawieniom teatralnym i koncertom.
W skład powołanego w 1866 r. komitetu budowy weszli znamienici obywatele miasta, m.in. radca miejski Menard, fabrykant Pietschmann oraz kupiec Hegewald. Nadzór nad budową objął radca miejski Heyder. Szczegółowy projekt wykonał berliński architekt Eduard Titz, znany z projektów teatrów w Berlinie, Görlitz i Zittau, a projekty malarskich dekoracji wykonał architekt prof. Martin Gropius z Berlina. 23 maja 1866 roku położono kamień węgielny pod budowę. W uroczystości uczestniczyło Bydgoskie Bractwo Kurkowe, prezydent regencji Johann Naumann, regencyjny radca budowlany Herzberg oraz członkowie magistratu i radni miejscy. Budowa przeciągnęła się o kilka miesięcy z powodu wojny siedmiotygodniowej Prus z Austrią. Obiekt oddano do użytku w czerwcu 1867 r., a jego uroczysta inauguracja odbyła się 6 lipca tego roku, z udziałem władz miejskich i regencyjnych, Bractwa Kurkowego, Towarzystwa Gimnastycznego i szeregu innych korporacji i stowarzyszeń.
Budynek był częścią założenia rozrywkowego, usytuowanego w 10-morgowym ogrodzie, położonym na u stóp Zbocza Bydgoskiego. Było to typowe dla ówczesnej Europy założenie typu Établissement, będące zarówno siedzibą stowarzyszenia, jak i przedsiębiorstwa rozrywkowo-rekreacyjnego o charakterze dochodowym. Ozdobą budynku była Sala Królewska udekorowana malowidłami, kotarami i figurami mitologicznymi. Za budynkiem rozciągał się ogród z sześcioma tarasami, ocieniony starodrzewem i drzewami owocowymi. Z najwyższego tarasu rozciągał się okazały widok na miasto. Usytuowano tu otwartą werandę, z miejscem dla 50-osobowej orkiestry. W ogrodzie umieszczono także letnią strzelnicę, urządzoną na sposób południowoniemiecki i wyposażoną w nowoczesne urządzenia. Całe założenie było tak pomyślane, aby mogło tu się odbywać jednocześnie kilka imprez.
Obiekt sukcesywnie wzbogacano o kolejne pawilony i wydzielone miejsca rozrywki. W 1868 r. od strony południowej dostawiono cyrk (300 m²) z amfiteatralną widownią. W ogrodzie zainstalowano bufet, piwiarnię, oranżerię, urządzono plac zabaw i plac widokowy. W 1891 r. wybudowano kręgielnię, usytuowaną wzdłuż wschodniej granicy posesji.
Pod koniec XIX wieku miejsce to było bardzo popularne wśród bydgoszczan. Na estradzie występowali znamienici artyści, m.in. w 1880 r. Hans von Bülow, w 1891 r. Eugen d’Albert i Teresa Carreno, w 1912 r. orkiestra z Meiningen pod dyrekcją Maxa von Regera. O atrakcyjności obiektu decydowało połączenie rozrywki o teatralno-muzycznym z bezpośrednim kontaktem z naturą i przyrodą. Odbywały się tu liczne koncerty, przedstawienia, uroczystości rocznicowe, odczyty i pokazy naukowe. Corocznym punktem programu były festyny strzeleckie.
W nocy z 13 na 14 października 1900 r. dom towarzyski Bractwa Strzeleckiego doszczętnie spłonął. W 1903 r. był już gotowy projekt nowego obiektu, prawdopodobnie wykonany przez architekta Heinricha Gelzera, który także objął kierownictwo budowy. Koszty odbudowy wyniosły około 70 tysięcy marek. Nowa strzelnica w niewielkim stopniu różniła się od poprzedniej. W głównej sali mieściło się 462 widzów.
W latach 1922–1938 obiekt należał nadal do Bydgoskiego Bractwa Strzeleckiego, a następnie do Towarzystwa Gimnastycznego „Sokół”. Kompleks pełnił podobną rolę kulturalną, jak w okresie pruskim. Koncertowały tu orkiestry wojskowe, grali kolejarze, pocztowcy, mandoliniści, zespoły kameralne i rozrywkowe. Odbywały się rauty – bywał na nich gen. Józef Haller. Koncertowały chóry świeckie i kościelne, występowały zespoły muzyczno-wokalne i baletowe. Dzieci chodziły na pokazy teatru kukiełkowego i na cykl koncertów szkolnych. W ogrodzie codziennie odbywały się bezpłatne zabawy dla dzieci i dorosłych, a w niedziele i święta królowała tu muzyka popularna i taneczna.
Po wojnie Bydgoskie Bractwo Kurkowe i TG „Sokół” nie wznowiły działalności. W upaństwowionym obiekcie w 1955 r. ulokowano Wojewódzki Ośrodek Kultury, a następnie kino „Adria”. Oprócz projekcji filmów, na estradzie wystawiano sztuki teatralne, urządzano koncerty i zebrania. Zrezygnowano natomiast z utrzymania założenia ogrodowego. „Adria” jako jedno z nielicznych kin bydgoskich, utrzymało swoją działalność w epoce multipleksów (po 2002 r.) Będąc siedzibą Impresariatu Artystycznego „Adria” jest miejscem wielu wydarzeń kulturalnych.
W 2018 na części nieruchomości, używanej niegdyś przez LOK, rozpoczęto budowę niewielkiego zespołu mieszkaniowego "Adria". Składające się na niego 2 ośmiopiętrowe wieżowce oddano do użytku w końcu 2020.

## Architektura

### Budynek w latach 1867–1900
Front budynku, rozwinięty wzdłuż ul. Toruńskiej, mierzył około 60 m. Fasadę skomponowano w stylu klasycyzującym, z dominującą, dwukondygnacyjną częścią środkową. Do bocznych części elewacji dostawiono niewielkie skrzydła. Dzięki temu osiągnięto efekt przypominający założenia pałacowe z podjazdem pośrodku. Na osi fasady umieszczono wejście do budynku, prowadzące do westybulu, skąd można było przejść do głównej sali, nazwanej Salą Królewską, Było to najbardziej reprezentacyjne i największe pomieszczenie (wymiary: dług. 32 m, szer. 18,8 m, wys. 8 m). Sala była udekorowana malowidłami, kotarami, figurami mitologicznymi oraz popiersiami członków rodziny królewskiej i dramaturgów Goethego i Schillera. Pomieszczenia oświetlało 6 pozłacanych żyrandoli gazowych.
Wzdłuż krótszych boków sali umieszczono kuluary z 10 lożami, zaś do tylnej ściany przylegała scena teatralna o wymiarach 7x14 m. Część piętra nad sceną zajmowały garderoby i pomieszczenia pomocnicze. Teatr był tak skonstruowany, aby można go było wykorzystywać zarówno z sali, jak i z ogrodu, jako teatr letni. Strefa parteru mieściła poza tym jadalnię, salę towarzyską, salę bilardową i strzelnicę. Na piętrze znajdowały się dodatkowe, mniejsze pomieszczenia i dwa mieszkania. Nie zapomniano także o pomieszczeniach higienicznych i garderobach.

### Budynek po 1903
Nowa strzelnica różniła się od spalonej tym, że główna sala rozciągnięta była w głąb założenia i kończyła się sceną, co ułatwiło osiągnięcie dobrych warunków akustycznych. W czasie przedstawień mieściło się tu 462 widzów. Po prawej stronie usytuowano salę jadalną, bufet i kuchnie. Na piętrze, nad jadalnią znajdowały się pokoje gościnne. Fasada budynku składała się jak poprzednio z dominującej części środkowej i niższych, tym razem prostych części bocznych. Zachowano klasycyzujący wystrój elewacji frontowej. W nowym budynku założono instalację elektryczną i centralne ogrzewanie

## Współczesność
Adria mieści jednosalowe, tradycyjne kino na blisko 400 miejsc. Mieści się tu także profesjonalna scena teatralno-widowiskowa wraz z zapleczem. Odbywają się tu koncerty muzyki poważnej i rozrywkowej, występy kabaretów, spektakle teatralne, spotkania wyborcze, imprezy zakładowe, występy taneczne, pokazy mody, zawody w fitness, kulturystyczne i wiele innych.